# Los Altos Hills (Kalifornija)
Los Altos Hills je gradić u američkoj saveznoj državi Kalifornija. Prema popisu stanovništva iz 2010. u njemu je živjelo 7.922 stanovnika.